# クライム・オブ・パッション
『クライム・オブ・パッション』（原題: Crimes of Passion）は、1984年のアメリカ合衆国の映画。

## 概要
イギリス人監督ケン・ラッセルが『アルタード・ステーツ』に続いてアメリカで製作した、ブラック・コメディ風のエロティック・サスペンス。
作中でアンソニー・パーキンスがピアノで弾き語る「ゲット・ハッピー」は見物である。
キャスリーン・ターナーは、本作でロサンゼルス映画批評家協会賞女優賞を受賞した。

### キャスティング
主演のキャスリーン・ターナーは、本作出演前からラッセル監督のファンであったという。
アレック・ボールドウィン、パトリック・スウェイジが探偵ボビー役のオーディションを受けた。ジェフ・ブリッジスもボビー役にオファーされた。パーキンスの役は、当初、靴のセールスマンという設定だったが、パーキンス自身の提案によって牧師になった。シェールも、チャイナ・ブルー役として検討されていた。

## あらすじ
昼間はデザイナー、夜は娼婦として働くチャイナ・ブルーに、牧師がつきまとう。一方、セックス嫌いの妻に不満を持つボビーは生活のために探偵を兼業する。ボビーはチャイナ・ブルーを尾行し始め……。

## スタッフ
- 監督：ケン・ラッセル
- 製作・脚本：バリー・サンドラー
- 音楽：リック・ウェイクマン
- 主題歌：マギー・ベル

## キャスト
| 役名       | 俳優                   | 日本語吹替   |
| 役名       | 俳優                   | テレビ朝日版 |
| ---------- | ---------------------- | ------------ |
| ジョアンナ | キャスリーン・ターナー | 戸田恵子     |
| シェイン   | アンソニー・パーキンス | 野沢那智     |
| グレイディ | ジョン・ローリン       | 古川登志夫   |
| エイミー   | アニー・ポッツ         | 土井美加     |
| ホッパー   | ブルース・デイヴィソン | 大塚芳忠     |
| ベイトマン | ノーマン・バートン     | 宮田光       |
| フィル     | トーマス・マーフィ     | 有本欽隆     |
| ジミー     | セス・ウェイガーマン   | 近藤玲子     |
| リサ       | クリスティーナ・レンジ | 矢島晶子     |

- テレビ朝日版吹き替え - 初回放送1990年12月9日『日曜洋画劇場』

## 主題歌
- マギー・ベル 『イッツ・ア・ラブリー・ライフ』：アントニン・ドヴォルザークの『新世界』をモチーフにしている。作詞は『やさしく歌って』のノーマン・ギンベル、ギターには10ccのリック・フェンが参加[2]。

## 備考
- 淀川長治はラッセル監督のファンであり、解説を務めた『日曜洋画劇場』において、過激な内容である本作が地上波で放映されたこともある。
- ステレオタイプな中流白人を皮肉っていると思われる箇所がいくつかある。バーベキュー・パーティーや、戻ってきた夫にアニー・ポッツ演じる妻が彼の学生時代のユニフォームを見せて「あの頃の貴方は素敵だった」と泣くところなど。